# IC 4630
IC 4630 је лентикуларна галаксија у сазвјежђу Херкул која се налази на листи објеката дубоког неба у Индекс каталогу.
Деклинација објекта је + 26° 39' 48" а ректасцензија 16h 55m 9,5s. Привидна величина (магнитуда) објекта IC 4630 износи 13,7 а фотографска магнитуда 14,7. IC 4630 је још познат и под ознакама UGC 10607, MCG 4-40-7, MK 1111, CGCG 139-20, VV 852, NPM1G +26.0441, IRAS 16531+2644, PGC 59257.